# Hero (film 2002)
Hero (chiń. 英雄, Yīngxióng, tłum. ‘bohater’) – film chiński. Reżyserem jest Zhang Yimou. Premiera filmu odbyła się 24 października 2002 roku.
Fabuła oraz postać głównego bohatera, Bezimiennego, luźno nawiązują do historycznej postaci Jing Ke.

## Fabuła
Akcja filmu rozgrywa się w Chinach, dwa tysiące lat temu. Główny bohater, Bezimienny przybywa do władcy, który ma największe szanse zjednoczyć całe Chiny i stać się ich cesarzem. Przywozi ze sobą trzy pakunki. Zawierają one bronie trzech największych zabójców, którzy zagrażali życiu króla. Są dowodem na to, że Bezimienny pokonał ich wszystkich. W nagrodę może osobiście porozmawiać z królem i opowiedzieć, jak zdołał ich zgładzić, jednak jego prawdziwym celem jest zabicie go. W czasie rozmowy coraz bardziej wątpi w sens swej misji.

## Obsada
- Bezimienny – Jet Li
- Złamany Miecz – Tony Leung Chiu Wai
- Śnieżna Zamieć – Maggie Cheung
- Luna – Zhang Ziyi
- Król – Chen Daoming
- Niebo – Donnie Yen

## Nagrody i nominacje
- Hongkońskie Nagrody Filmowe za zdjęcia, kostiumy, muzykę, scenografię, dźwięk, efekty wizualne oraz choreografię pojedynków (2003)
- Nominacja do Złotego Globu dla najlepszego filmu nieanglojęzycznego (2003)
- Nominacja do Oscara dla najlepszego filmu nieanglojęzycznego (2003)
- Nagroda im. Alfreda Bauera, MFF w Berlinie